# Re-integratie
Re-integratie of herintegratie betekent letterlijk 'weer laten functioneren', meestal wordt er gedoeld op 're-integreren op de arbeidsmarkt'. Dit houdt in dat iemand opnieuw op zoek gaat naar werk via een bureau of terugkeertraject. Ook na een ziekmelding spreekt men bij terugkeer op de eigen werkplek van re-integratie.
Ook wordt de term gebruikt voor de terugkeer van (ex-)gedetineerden in de samenleving, al is reclassering gebruikelijker.